# Jhelum
Il Jhelum o Jehlum (punjabi: alfabeto shahmukhi: دریاۓ جہلم, gurmukhi: ਜੇਹਲਮ) è il più grande e il più occidentale dei cinque fiumi della regione del Punjab e attraversa l'omonimo distretto di Jhelum nel Pakistan. È un affluente del fiume Chenab che a sua volta si getta nell'Indo e ha una lunghezza complessiva di circa 772 chilometri.

## Storia

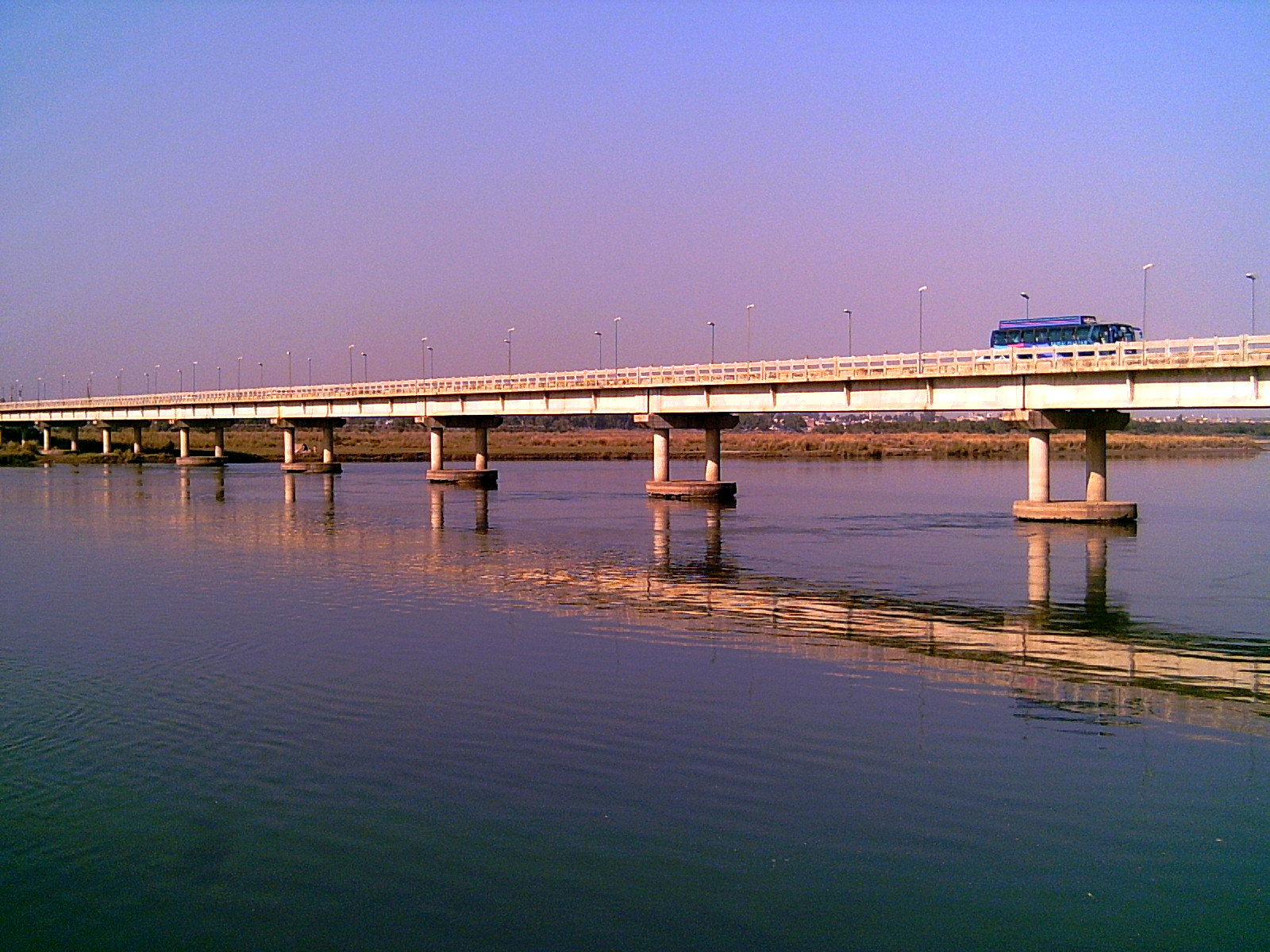
Ponte del tratto pakistano della Grand Trunk Road.

Il fiume Jhelum era chiamato Vitastā dagli antichi Indiani nel periodo vedico e Hydaspes (in italiano Idaspe) dagli antichi Greci. Il Vitastā (sanscrito: वितस्ता, femm., anche, Vetastā) è menzionato come uno dei fiumi più importanti dalle sacre scritture degli Indo-Ariani, il Rigveda. Si è ipotizzato che il Vitastā debba essere stato uno dei sette fiumi (sapta-sindhu) tante volte menzionati nel Rigveda. Il nome antico sopravvive nel nome kashmiri del fiume come Vyath.
Il fiume era considerato un dio dagli antichi Greci, come la maggior parte dei monti e dei corsi d'acqua; il poeta Nonno nelle Dionisiache (sezione 26, verso 350) fa dell'Hydaspes un dio disceso dai Titani, figlio del dio del mare Taumante e della dea delle nubi Elettra. Era fratello di Iris, la dea dell'arcobaleno, e fratellastro delle Arpie, i venti che ghermiscono. Poiché il fiume è in un paese straniero per gli antichi Greci, non è chiaro se essi abbiano dato al fiume il nome del dio, o se il dio Hydaspes abbia invece preso il nome dal fiume.
Alessandro Magno e il suo esercito attraversarono il Jhelum nel 326 a.C. nella battaglia dell'Idaspe dove egli sconfisse il re indiano Poro. Secondo Arriano (Anabasi, 29), Alessandro "costruì una città sul punto da cui iniziò ad attraversare il fiume Idaspe", che chiamò Bucefala (Bukephala o Bucephala) per onorare il suo famoso cavallo Bucefalo che fu sepolto a Jalalpur Sharif. Si pensa che l'antica Bucefala fosse vicina al sito della moderna Jhelum. Secondo uno storico del distretto di Gujrat, Mansoor Behzad Butt, Bucefalo fu sepolto a Jalalpur Sharif, ma la gente di Mandi Bahauddin, un distretto vicino a Jehlum, crede che il loro tehsil Falia abbia appunto preso nome dal destriero di Alessandro. Essi dicono infatti che il nome Falia sia la distorsione della parola Bucefala.

## Corso

L'Indo con i suoi tributari

Il fiume Jhelum sgorga da una sorgente a Verinag, situata ai piedi del Pir Panjal, nella parte sudorientale della valle del Kashmir. Scorre attraverso Srinagar e il lago Wular prima di entrare nel Pakistan attraverso una gola profonda e stretta. Il fiume Kishenganga (Neelum), il maggiore affluente del Jhelum, si unisce ad esso vicino a Muzaffarabad, così come il successivo più grande affluente, il fiume Kunhar della valle di Kaghan. Esso collega inoltre con il Pakistan e il Kashmir pachistano sul ponte di Kohala ad est di Circle Bakote. È poi raggiunto dal fiume Poonch, e scorre nel serbatoio della diga di Mangla nel distretto di Mirpur. Il Jhelum entra nel Punjab nel distretto di Jhelum. Da là, scorre attraverso le pianure del Punjab pachistano, formando il confine tra i Doab di Chaj e di Sindh Sagar. Finisce in una confluenza con il Chenab a Trimmu, nel distretto di Jhang. Il Chenab a sua volta si fonde con il Sutlej per formare il fiume Panjnad che si unisce all'Indo a Mithankot.
In base al trattato delle acque dell'Indo, le acque del Jhelum sono assegnate al Pakistan.

## Dighe e sbarramenti
Le strutture di controllo delle acque costruite lungo il fiume Jhelum sono il risultato del Progetto del bacino dell'Indo, comprese le seguenti:
- Diga di Mangla, completata nel 1967, è una delle più grandi dighe in terra del mondo, con una capacità di immagazzinamento di 7,3 km³
- Sbarramento di Rasul, costruito nel 1967, ha un flusso massimo di 24.000 m³/s.
- Sbarramento di Trimmu, costruito nel 1939 alla confluenza con il Chenab, ha una capacità massima di portata di 18.000 m³/s.

## Canali
- Il Canale Superiore di Jhelum si estende da Mangla al Chenab.
- Il Canale di collegamento Rasul-Qadirabad si estende dallo sbarramento di Rasul al Chenab.
- Il Canale di collegamento Chashma-Jhelum si estende dallo sbarramento di Chashma sull'Indo al fiume Jehlum a valle dello sbarramento di Rasul.